# امبینت اینداستریال
امبینت اینداستریال (به انگلیسی: Ambient industrial) یک ژانر موسیقی پسا-صنعتی است که با ظرافت از اصول و مبانی موسیقی صنعتی، مانند نویز و تاکتیک‌های شوکّه کننده استفاده می‌کند. علاوه بر این، امبینت اینداستریال مورد گرایش غیب باوران است.